# Friedrich Moltenbrey
Friedrich „Fritz“ Moltenbrey (* 10. September 1899 in Möhringen bei Stuttgart; † 13. März 1962 in Plochingen) war ein deutscher sozialdemokratischer Politiker.

## Werdegang
Moltenbrey war vor der Zeit des Nationalsozialismus Vorsitzender der Echterdinger Ortsgruppen des Reichsbanners und der SPD. 1945 wurde er nach der Besetzung des Ortes durch US-amerikanische Truppen als Bürgermeister der Gemeinde Echterdingen eingesetzt. In diesem Amt blieb er bis zu seinem Tod im Jahr 1962.
Daneben gehörte er als Abgeordneter der SPD von 1950 bis 1952 dem Landtag von Württemberg-Baden an. Nach der Bildung des Südweststaates war er zunächst ab 1952 Mitglied der Verfassunggebenden Landesversammlung und anschließend bis 1960 Abgeordneter im Landtag von Baden-Württemberg.

## Ehrungen
- 1952: Verdienstkreuz am Bande der Bundesrepublik Deutschland